# Reidar Liaklev
Reidar Kristofer Liaklev (ur. 15 lipca 1917 w Jaren, zm. 1 marca 2006 tamże) – norweski łyżwiarz szybki, złoty medalista olimpijski.

## Lata młodości
Syn Hermana (1879-1955) i Anny (1884-1972).

## Kariera
Specjalizował się w długich dystansach. Przed II wojną światową był czołowym norweskim juniorem, po jej zakończeniu należał do światowej elity. Największe sukcesy osiągnął w 1948 roku, kiedy zdobył dwa medale na międzynarodowych imprezach. Najpierw zdobył złoty medal na dystansie 5000 m podczas igrzysk olimpijskich w Sankt Moritz, wyprzedzając bezpośrednio swego rodaka, Odda Lundberga oraz Szweda Göthe Hedlunda. Na tych samych igrzyskach wystartował także w biegu na 10 000 m, ale nie zdołał ukończyć rywalizacji. Blisko dwa tygodnie później Norweg zwyciężył podczas mistrzostw Europy w Hamar. Na rozgrywanych dwa lata później mistrzostwach Europy w Helsinkach był drugi, ulegając tylko Hjalmarowi Andersenowi z Norwegii. Nigdy nie zdobył medalu na mistrzostwach świata, jednak w 1947 roku był czwarty podczas wielobojowych mistrzostw świata w Oslo, zajmując pierwsze miejsce na dystansie 10000 m i trzecie na dystansie 5000 m. Walkę o medal przegrał tam ze Szwedem Åke Seyffarthem. W 1949 roku był mistrzem Norwegii w wieloboju, rok wcześniej był wicemistrzem kraju, a w 1950 zajął trzecie miejsce na mistrzostwach Norwegii w wieloboju.

## Losy po zakończeniu kariery
Karierę zakończył w 1950. Po zakończeniu kariery pracował na poczcie, zajmował się też pszczelarstwem. Zmarł 1 marca 2006 w rodzinnym Jaren.

## Życie prywatne
30 kwietnia 1949 poślubił Evę Sanni.